# Rodrigo Piñeiro
Rodrigo Andrés Piñeiro Silva  (Montevideo, 5 de mayo de 1999) es un futbolista uruguayo. Juega de extremo derecho e izquierdo en Everton, de la Primera División de Chile.

## Trayectoria

### Miramar Misiones
Surgió de las Divisiones Formativas de Miramar Misiones. Debutó oficialmente el 10 de septiembre de 2016 en la victoria frente a Villa Teresa por 1 a 0.
Ingresó a los 87 minutos, por Juan Pereyra. Se posicionó en el sector diestro de la delantera, y logró mostrar sus mejores cualidades.
Durante esa temporada disputó 4 partidos más, hasta ahí, sin realizar goles o asistencias. Estos últimos llegarían en la próxima temporada, donde 25 partidos marcó 3 goles y 2 asistencias.

### Peñarol
El 15 de enero de 2018 se oficializa la contratación de Piñeiro a Peñarol. En principio para jugar en la sub-19.
Diputó un amistoso frente al clásico rival, el Club Nacional de Football, en el mes de enero, donde se lo vio habilidoso y ágil.
Debutó de forma oficial el 21 de marzo del mismo año, frente a Cerro, partido que se ganó por 3 a 0. Ingresó a los 68 minutos, reemplazando a Maximiliano Rodríguez. Se posicionó en el sector zurdo de la delantera, y disputó el los minutos restantes de manera correcta.

### Rampla Juniors
En febrero de 2019 se hizo oficial su cesión al Rampla Juniors.

### Danubio
Rodrigo Piñeiro fue contratado luego de quedar libre en Peñarol, fue el jugador más destacado de la temporada 2020 en el Danubio FC y también el goleador del equipo.

### Nashville
En 2021 sería contratado por el Nashville Soccer Club de Estados Unidos.

## Estadísticas

### Clubes
Actualizado de acuerdo al último partido jugado el 24 de noviembre de 2023.
| Club                       | Div.          | Temporada     | Liga  | Liga  | Liga   | Copas nacionales | Copas nacionales | Copas nacionales | Copas internacionales | Copas internacionales | Copas internacionales | Total | Total | Total  |
| Club                       | Div.          | Temporada     | Part. | Goles | Asist. | Part.            | Goles            | Asist.           | Part.                 | Goles                 | Asist.                | Part. | Goles | Asist. |
| -------------------------- | ------------- | ------------- | ----- | ----- | ------ | ---------------- | ---------------- | ---------------- | --------------------- | --------------------- | --------------------- | ----- | ----- | ------ |
| Miramar Misiones · Uruguay | 2.ª           | 2016-17       | 5     | 0     | 1      | —                | —                | —                | —                     | —                     | —                     | 5     | 0     | 1      |
| Miramar Misiones · Uruguay | 2.ª           | 2017          | 25    | 3     | 2      | —                | —                | —                | —                     | —                     | —                     | 25    | 3     | 2      |
| Miramar Misiones · Uruguay | Total club    | Total club    | 30    | 3     | 3      | 0                | 0                | 0                | 0                     | 0                     | 0                     | 30    | 3     | 3      |
| Peñarol · Uruguay          | 1.ª           | 2018          | 7     | 0     | 0      | —                | —                | —                | —                     | —                     | —                     | 7     | 0     | 0      |
| Peñarol · Uruguay          | Total club    | Total club    | 7     | 0     | 0      | 0                | 0                | 0                | 0                     | 0                     | 0                     | 7     | 0     | 0      |
| Boston River · Uruguay     | 1.ª           | 2019          | 7     | 0     | 0      | —                | —                | —                | —                     | —                     | —                     | 7     | 0     | 0      |
| Boston River · Uruguay     | Total club    | Total club    | 7     | 0     | 0      | 0                | 0                | 0                | 0                     | 0                     | 0                     | 7     | 0     | 0      |
| Rampla Juniors · Uruguay   | 1.ª           | 2019          | 19    | 4     | 2      | —                | —                | —                | —                     | —                     | —                     | 19    | 4     | 2      |
| Rampla Juniors · Uruguay   | Total club    | Total club    | 19    | 4     | 2      | 0                | 0                | 0                | 0                     | 0                     | 0                     | 19    | 4     | 2      |
| Danubio · Uruguay          | 1.ª           | 2020          | 20    | 3     | 3      | —                | —                | —                | —                     | —                     | —                     | 20    | 3     | 3      |
| Danubio · Uruguay          | Total club    | Total club    | 20    | 3     | 3      | 0                | 0                | 0                | 0                     | 0                     | 0                     | 20    | 3     | 3      |
| Nashville Estados Unidos   | 1.ª           | 2021          | 2     | 0     | 0      | —                | —                | —                | —                     | —                     | —                     | 2     | 0     | 0      |
| Nashville Estados Unidos   | Total club    | Total club    | 2     | 0     | 0      | 0                | 0                | 0                | 0                     | 0                     | 0                     | 2     | 0     | 0      |
| Unión Española · Chile     | 1.ª           | 2022          | 22    | 6     | 1      | 9                | 3                | 2                | 2                     | 1                     | 0                     | 33    | 10    | 3      |
| Unión Española · Chile     | 1.ª           | 2023          | 19    | 11    | 3      | 1                | 0                | 0                | —                     | —                     | —                     | 20    | 11    | 3      |
| Unión Española · Chile     | Total club    | Total club    | 41    | 17    | 4      | 10               | 3                | 2                | 2                     | 1                     | 0                     | 53    | 21    | 6      |
| Total carrera              | Total carrera | Total carrera | 126   | 27    | 12     | 10               | 3                | 2                | 2                     | 1                     | 0                     | 138   | 31    | 14     |
| 1. 2. 3.                   |               |               |       |       |        |                  |                  |                  |                       |                       |                       |       |       |        |

## Palmarés

### Títulos nacionales
| Título              | Club            | País      | Año  |
| ------------------- | --------------- | --------- | ---- |
| Supercopa Uruguaya  | Peñarol         | Uruguay   | 2018 |
| Campeonato Uruguayo | Peñarol         | Uruguay   | 2018 |
| Torneo Clausura     | Peñarol         | Uruguay   | 2018 |
| Primera División    | Vélez Sarsfield | Argentina | 2024 |

### Distinciones individuales
| Distinción                                 | Año  |
| ------------------------------------------ | ---- |
| Equipo ideal del año en la Gala Crack Easy | 2023 |